# Pachycetus
Pachycetus — вимерлий рід китоподібних із родини Basilosauridae, що жив у еоцені й олігоцені, між 33,9 і 41,3 мільйонами років тому. Викопні рештки були знайдені в Німеччині, Єгипті, Сполучених Штатах, Нідерландах, Перу, Великобританії, Росії, Західній Сахарі та Україні. P. paulsonii був приблизно такого ж розміру, як сучасний Balaenoptera acutorostrata і більший за Antaecetus, від якого він відрізнявся міцнішими зубами. Родова назва Pachycetus означає «товстий кит».